# 都営フェスタ
都営フェスタ（とえいフェスタ）は、東京都交通局が主に鉄道ファン向けに行う都営地下鉄のイベントである。
浅草線（馬込）または三田線（志村）の車両基地でどちらかで開催される。浅草線開催分は大江戸線の開催も兼ねていることもあり、大江戸線車両の展示も行う場合がある。なお、新宿線や日暮里・舎人ライナーの車両基地では開催していない。都営バスでは「バスの日」、都電荒川線では「路面電車の日」や「荒川線の日」といったイベントを開催している。

## 開催履歴

### 車両基地開催
後述のオンライン開催の年以外は車両基地で開催されている。現地のみ開催での通算の数字を回数とした。
第1回「都営フェスタ'04 in 浅草線」
- 2004年（平成16年）11月13日、浅草線馬込車両検修場の完成を記念して都営フェスタとして初の開催となった。自者浅草線・大江戸線車両の他、京成電鉄・京浜急行電鉄・北総鉄道・芝山鉄道の車両も同時に展示した（以後、馬込開催時ではこれら事業者の車両展示を継続して実施）。

第2回「都営フェスタ'05 in 三田線」
- 2005年（平成17年）9月17日、三田線全線開通・東急目黒線直通運転5周年を記念して志村車両検修場にて開催。自者三田線車両の他、東京急行電鉄（当時。現・東急。その後鉄道事業は東急電鉄に分社化）の車両も同時に展示した（以後、志村開催時では東急電鉄の車両展示を継続して実施）。

第3回「都営フェスタ'06 in 浅草線」
- 2006年（平成18年）10月28日、5200形運転終了記念として馬込車両検修場にて開催。

第4回「都営フェスタ'07 in 三田線」
- 2007年（平成19年）11月10日、志村車両検修場にて開催。

第5回「都営フェスタ'08 in 浅草線」
- 2008年（平成20年）11月8日、馬込車両検修場にて開催。
- 開催に合わせて北総鉄道北総線印西牧の原から浅草線西馬込まで京成3500形を使用した臨時列車「都営フェスタ号」が運転された。

第6回「都営フェスタ'09 in 三田線」
- 2009年（平成21年）11月8日、志村車両検修場にて開催。

第7回「都営地下鉄開業50周年記念フェスタ in 浅草線」
- 2010年（平成22年）12月4日、都営浅草線押上 - 浅草橋間開業当日に馬込車両検修場にて開催。
- また、都営地下鉄開業50周年を記念したグッズが販売された。

第8回「都営交通100周年記念フェスタ in 浅草線」
- 2011年（平成23年）11月5日、都営交通100周年記念として馬込車両検修場にて開催。京成AE100形と京急2100形が展示された。
- イベントPRのため、通常は深夜しか走行しないE5000形電気機関車が、午前中に浅草線泉岳寺 - 西馬込間を2往復運行した（回送扱い）を行った。

第9回「都営フェスタ2012 in 三田線」
- 2012年（平成24年）11月4日、3年ぶりに志村車両検修場にて開催

第10回「都営交通フェスタ2013 in 浅草線」
- 2013年（平成25年）11月2日、馬込車両検修場にて開催。

第11回「都営フェスタ2014 in 三田線」
- 2014年（平成26年）11月15日、志村車両検修場にて開催。
- 開催に合わせて三田線巣鴨から高島平まで臨時列車「都営フェスタ号」が運転された。

第12回「都営フェスタ2015 in 浅草線」
- 2015年（平成27年）11月14日、馬込車両検修場にて開催。

第13回「都営フェスタ2016 in 三田線」
- 2016年（平成28年）11月19日、志村車両検修場にて開催。
- 開催に合わせて三田線春日から高島平まで臨時列車「都営フェスタ号」が運転された。

第14回「都営フェスタ2017 in 浅草線」
- 2017年（平成29年）12月9日、馬込車両検修場にて開催。2018年春導入の新型車両5500形が初めて公開された。

第15回「都営フェスタ2018 in 三田線」
- 2018年（平成30年）11月17日、都営三田線開業50周年記念の名目で志村車両検修場にて開催。

第16回「都営フェスタ2019 in 浅草線」
- 2019年（令和元年）11月16日、馬込車両検修場にて開催。

第17回「都営フェスタ2023 in 三田線」
- 2023年（令和5年）11月18日、志村車両検修場にて開催。この開催回より、自者および東急電鉄の車両の展示に加え、同年に片乗り入れを開始した相模鉄道も新規で参加し、昼間時に留置している相鉄21000系を活用する形で展示した。

第18回「都営フェスタ2024 in 浅草線」
- 2024年（令和6年）11月30日、馬込車両検修場にて開催。

### オンライン開催
2020年（令和2年）と2021年（令和3年）は、オンラインにて開催している。
「都営フェスタ2020」
- 2020年（令和2年）12月12日

「都営フェスタ2021」
- 2021年（令和3年）12月10日。

### ハイブリッド開催
2022年（令和4年）は車両基地とオンラインとのハイブリッドで開催している。
「都営フェスタ2022」
- 2022年（令和4年）12月3日、馬込車両検修場にてリアルイベントを開催。

### 歴代展示車両

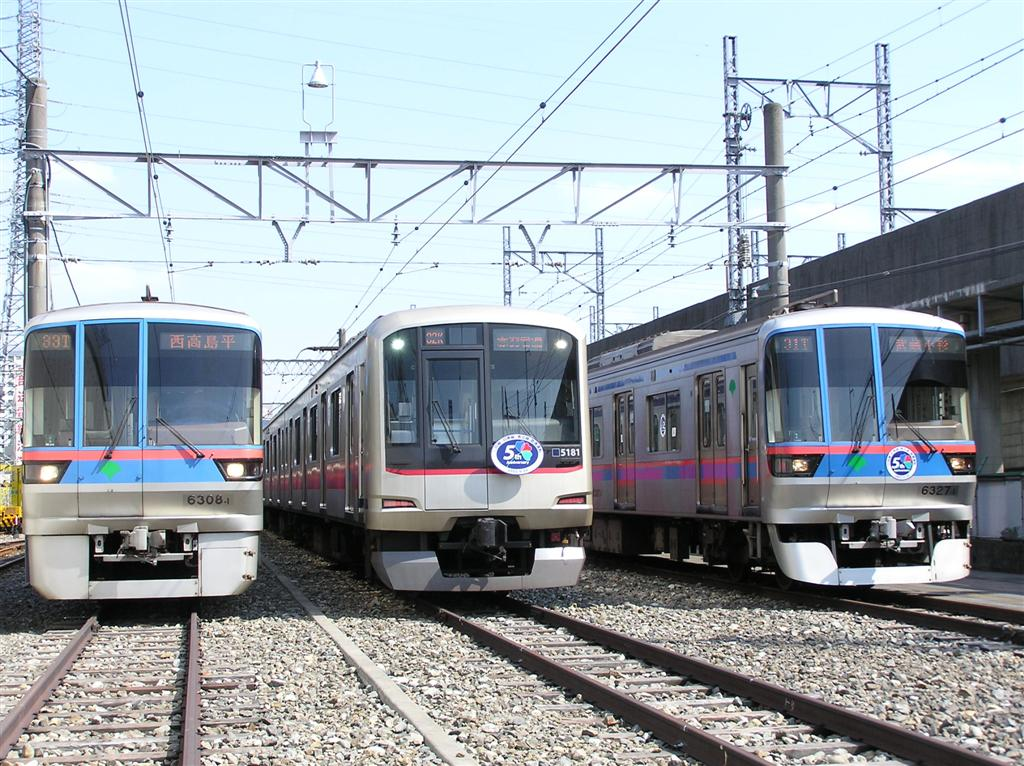
2005年開催時
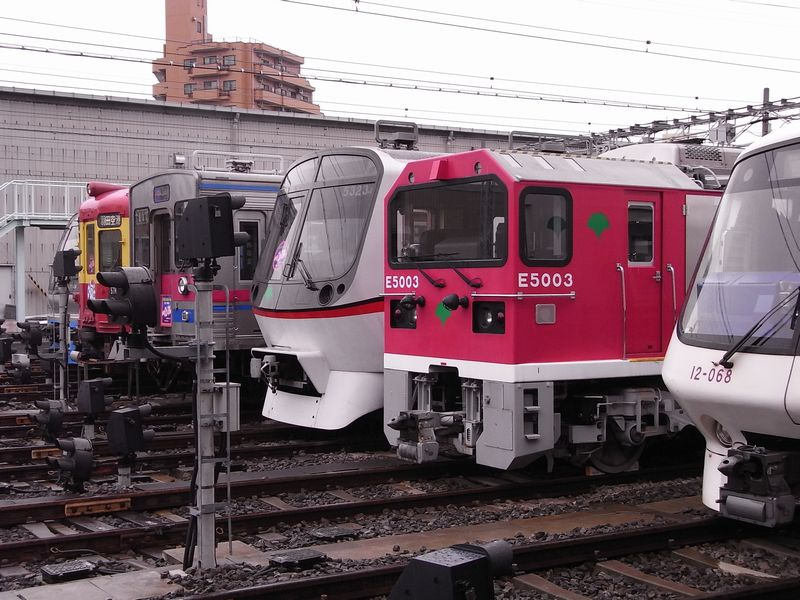
2008年開催時
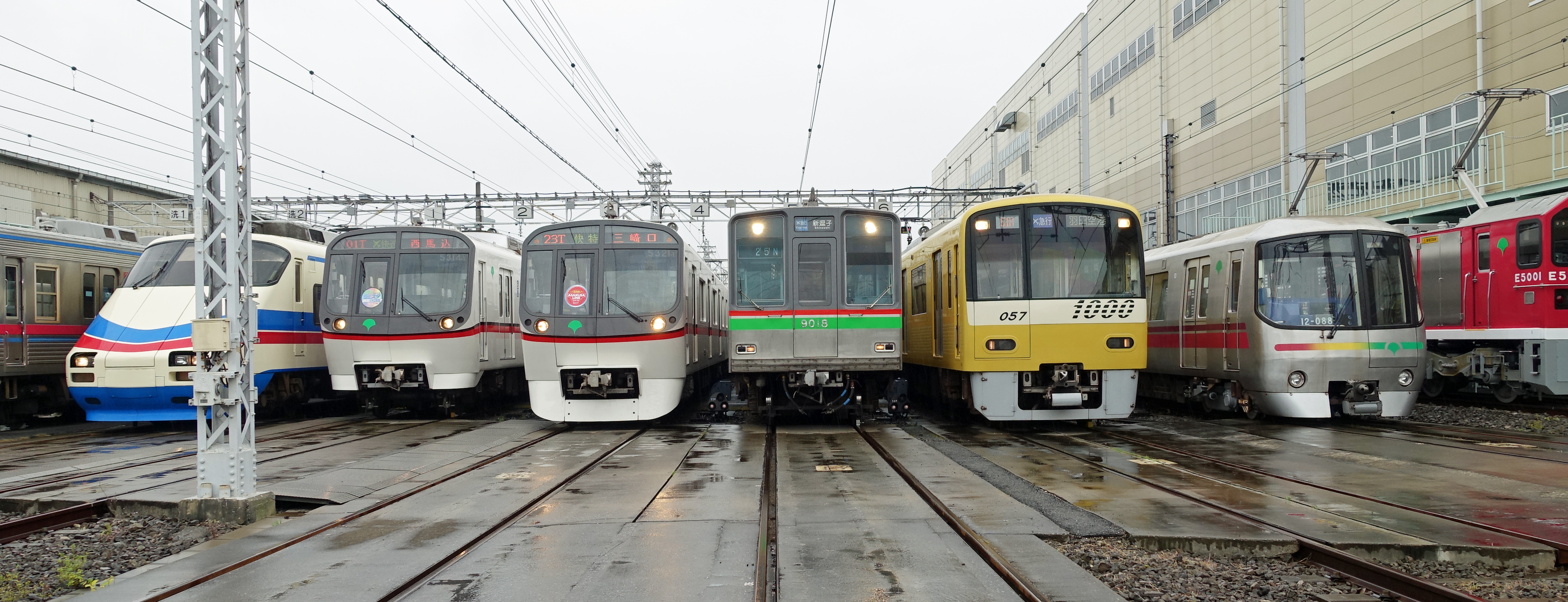
2015年開催時
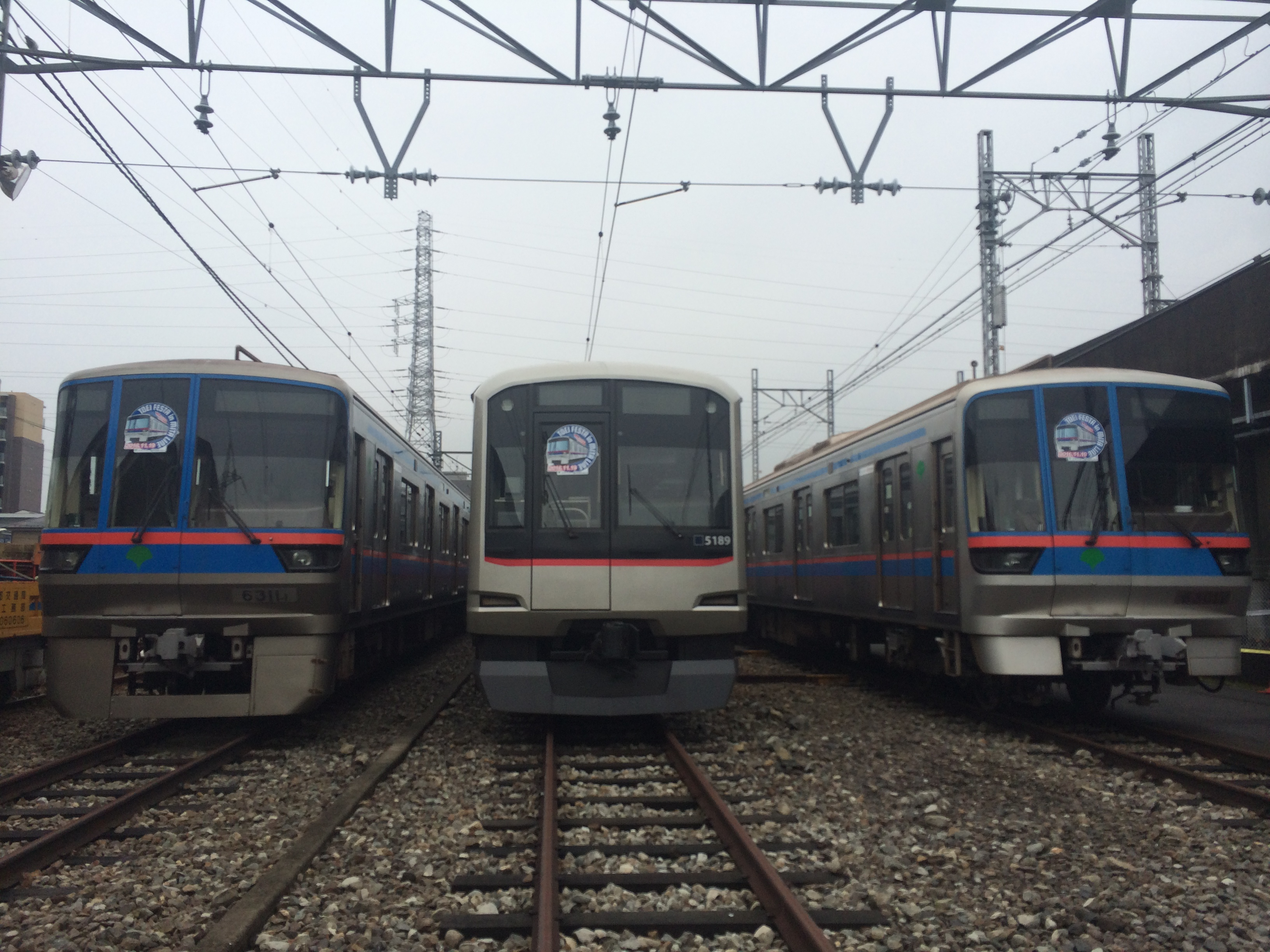
2016年開催時
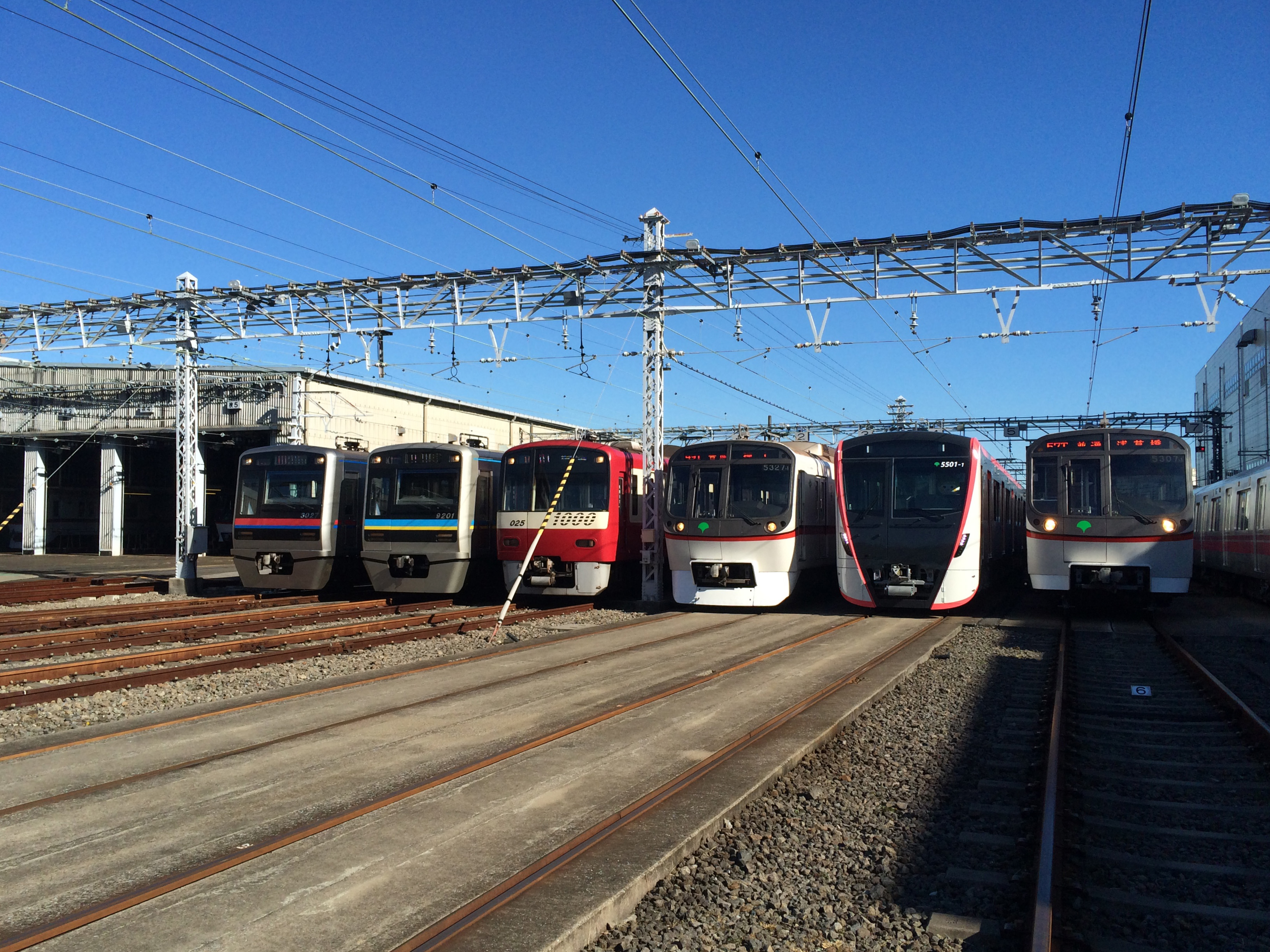
2017年開催時
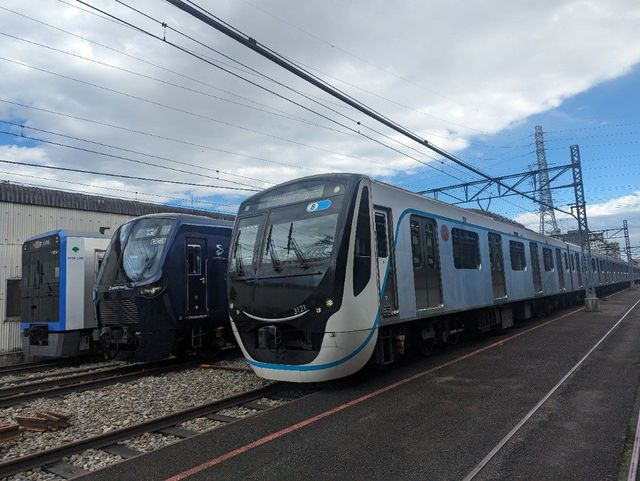
2023年開催時

## 主な開催内容
- 車両撮影会（直通運転先の各者車両<相鉄は2023年開催より実施>を含む、ヘッドマーク装着および収録全表示幕の公開あり）
- 車両工場公開
- 運転台への体験乗車
- 鉄道部品、都営交通オリジナルグッズ、直通運転先の事業者<京成・京急・北総鉄道・芝山鉄道・東急の他、都営フェスタの開催がない新宿線との相互直通を実施している京王電鉄と、2023年以降は片乗り入れを開始した相鉄も参加>を中心とした協賛各者のグッズの販売
- 記念パスネットの販売（限定品を含む。第3回まで実施）
- 保線用車両の公開
- 鉄道模型運転体験

など

## ギャラリー

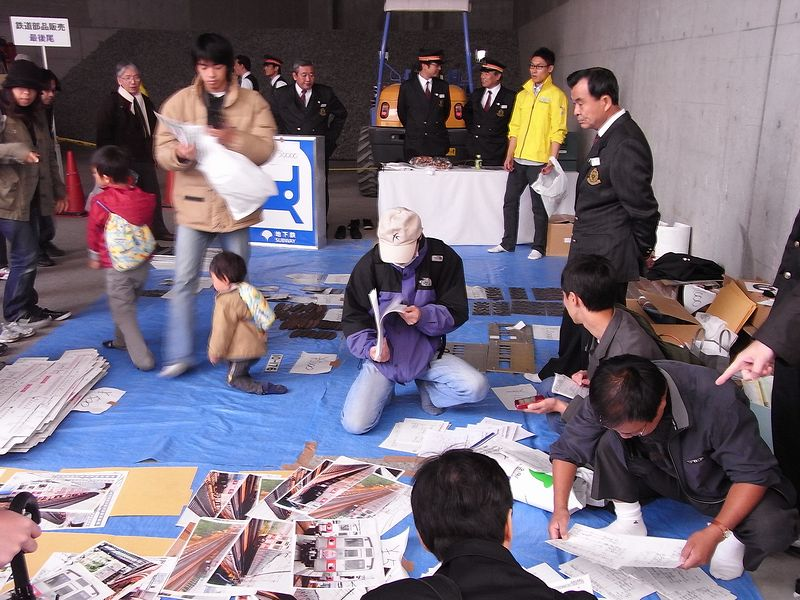
フェスタでの部品販売（2008年11月8日撮影）
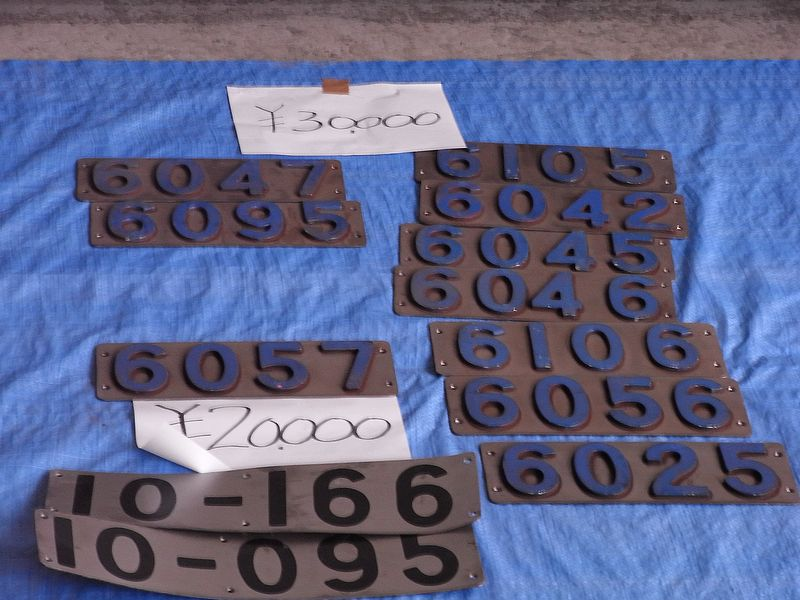
フェスタでの部品販売（2008年11月8日撮影）
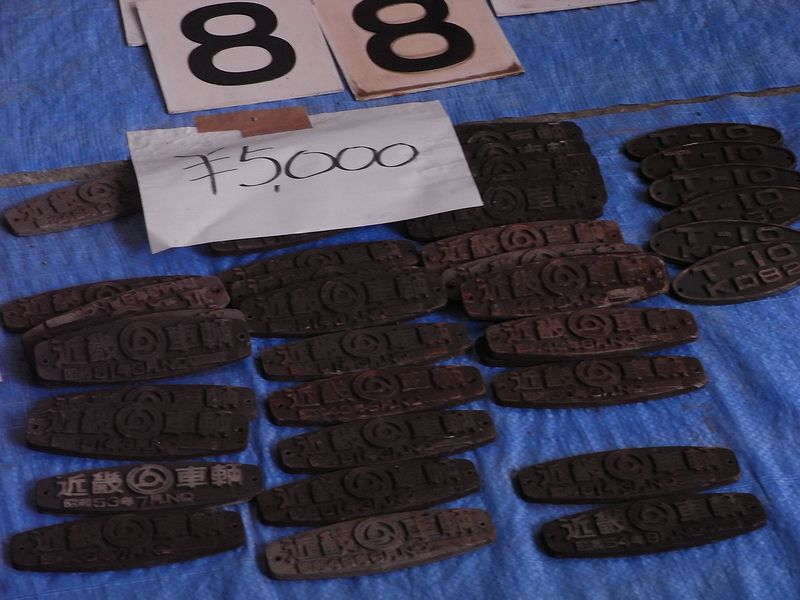
フェスタでの部品販売（2008年11月8日撮影）